# Azadirachta excelsa
Azadirachta excelsa är en tvåhjärtbladig växtart som först beskrevs av William Jack, och fick sitt nu gällande namn av Jacobs. Azadirachta excelsa ingår i släktet Azadirachta och familjen Meliaceae. Inga underarter finns listade i Catalogue of Life.